# Estadio Guillermo Slowing
El Estadio Municipal Guillermo Slowing está ubicado en la ciudad de Amatitlán, en el municipio homónimo en el departamento de Guatemala. Tiene capacidad para 8000 aficionados.

## Historia
El 8 de enero de 1960, en sesión pública realizada en la pérgola del parque “Francisco Javier Arana”, se integró la junta directiva del Comité pro Estadio de Amatitlán, siendo electos: José Oscar Reynosa, presidente; Oscar Rafael Godoy Calito, secretario; y Rodrigo Morales Soto, tesorero. En febrero de 1960, fue colocada la primera piedra y dieron inicio los trabajos de construcción del estadio municipal, con la importante participación de Guillermo Slowing y Ricardo Ovando Contreras; así como Juan “Chirín” Díaz entre los albañiles. Finalmente el estadio amatitlaneco fue inaugurado el 30 de abril de 1961, en el marco de la Tradicional Feria de la Cruz, en el primer juego oficial celebrado en esa fecha Amatitlán le ganó a Sanarate por cuenta de 4 x 2 goles. En realidad, el nombre de Guillermo Slowing le fue adjudicado al estadio municipal de Amatitlán hasta el 10 de enero de 2000 por la Corporación Municipal que presidió el alcalde Dr. Marco Tulio Castro Pineda.(Fuente: Fajardo Gil, Oscar. Libro: Crónicas de Nuestro Pueblo, septiembre de 2009)
Históricamente ha sido la casa de: Selección de Amatitlán (1961-62) en Liga Mayor; Galcasa de Villa Nueva (1974-77), Industriales de Amatitlán y Finanzas Industriales de Amatitlán (1978-87), Deportivo Amatitlán (1992-97) en Liga Nacional; Deportivo Amatitlán (1998) en la Primera División; y Amatitlán FC (2011-2013) en Segunda División. En años recientes también ha sido el escenario de las finales del Torneo de la Liga de Fútbol Pepesca Godoy de la ciudad de Amatitlán.

## Sistema de iluminación artificial
El 3 de septiembre de 2011 se realizaron las pruebas del nuevo sistema que está formado por 4 torres con 12 luminarias de 1500 watts cada una, obra de la Municipalidad de Amatitlán. El miércoles 28 de septiembre se realizó el primer encuentro amistoso con este nuevo sistema de iluminación artificial, el cual ganó Amatitlán 4x2 a Mixco. Para el sábado 1 de octubre se programó el primer encuentro oficial en el Torneo Apertura del Grupo B de la Primera División, entre Amatitlán y Teculután pero debido a la lluvia debió ser disputado el encuentro hasta el domingo 2 de octubre por la mañana. La inauguración oficial del alumbrado eléctrico del estadio Guillermo Slowing se efectuó el 15 de octubre de 2011.

## Actividades cívicas y culturales
Además de las deportivas, el estadio Guillermo Slowing ha sido el escenario en donde se han efectuado actividades CÍVICAS, tales como: la ceremonia protocolaria de instalación de Corporación Municipal 2008-2012 y Corporación Municipal 2012-2016. Actividades CULTURALES: Elección y Coronación de Señorita Flor de Mayo de 2010, 2011, 2012 y 2013.

## Presentaciones artísticas
Entre los artistas que se han presentado en el estadio Guillermo Slowing se puede mencionar a: el cantante panameño de reggae El General (1991), el cantante mexicano Pedro Fernández (1993), los cantantes guatemaltecos Napoleón Robleto (2012), Junior Díaz "El Gavilancito de Amatitlán" (2012 y 2013), Jorge Barrera, Hancer, y Saíd Palacios (2013), los grupos Café Paraíso (2012), Rabanes, Malacates Trebol Shop, Los Miseria Cumbia Band, Reyes Vagos, y Gangster (2013).